# Doris Lee
Pour les articles homonymes, voir Lee.
Doris Elizabeth Emrick dit Doris Lee (née le 1er février 1905 à Aledo et morte le 16 juin 1983 à Clearwater) est une peintre américaine.
Spécialiste de la peinture figurative et la gravure, elle est connue comme une artiste femme notable de la Grande Dépression aux États-Unis.
Elle a été la compagne du photographe américain Russell Lee.

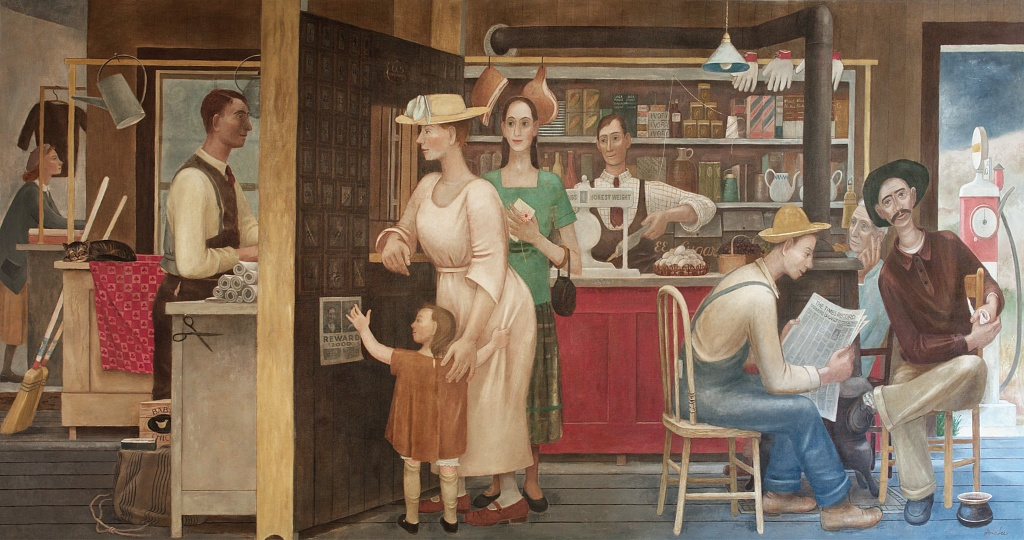
General Store and Post Office (1938), une fresque de Doris Lee à l'édifice fédéral William Jefferson Clinton de Washington.